# Kazłowiczy 1
Kazłowiczy 1 (biał. Казловічы 1; ros. Козловичи 1, Kozłowiczi 1; pol. hist. Kozłowicze) – wieś na Białorusi, w obwodzie witebskim, w rejonie orszańskim, w sielsowiecie Zubawa. 

## Historia
W XIX i w początkach XX w. położone były w Rosji, w guberni mohylewskiej, w powiecie horeckim, w gminie Masłaki (Maślaki). Znajdowała się tu wówczas cerkiew prawosławna.
Następnie w granicach Związku Sowieckiego. Od 1991 w niepodległej Białorusi.